# Tordera
Tordera est une commune de la comarque du Maresme dans la province de Barcelone en Catalogne (Espagne).

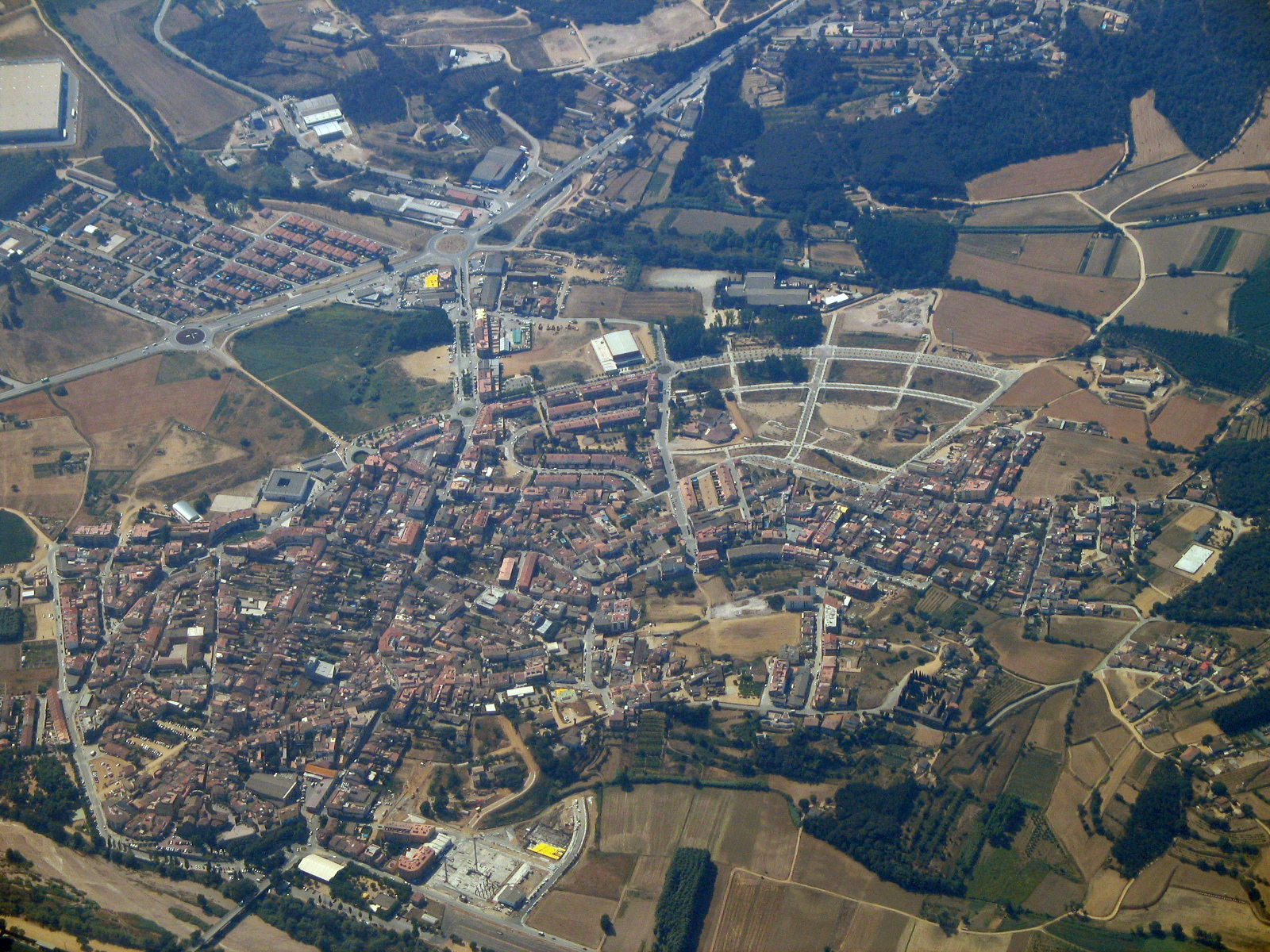
Tordera vue d'avion

## Géographie

### Localisation
Tordera se situe à l'extrême nord de la comarque du Maresme, dont elle est la plus grande municipalité avec une superficie de 84,08 km2. La commune inclut plusieurs hameaux, notamment St. Daniel, Niàgara Park, Àgora Park, St. Pere de Riu, Hortsavinya, Mas Mora, Mas Reixach, Roca Rossa et Terra Brava

### Communes limitrophes
| Fogars de la Selva      | Maçanet de la Selva | Lloret de Mar            |
| Sant Celoni             | Tordera             | Blanes                   |
| Sant Cebrià de Vallalta | Pineda de Mar       | Santa Susanna, Palafolls |

## Patrimoine
- Église Sainte-Eulalie d'Hortsavinya

### Personnalités liées à la commune
- Prudenci Bertrana (1867-1941) : écrivain né à Tordera ;
- Ramon Benito (1974-) : joueur de rink-hockey né à Tordera.